# Lázár–Varga angol „egyetemes” szótár
A Lázár–Varga angol „egyetemes” szótár Lázár A. Péter és Varga György (Eötvös Loránd Tudományegyetem Bölcsészettudományi Kar Angol–Amerikai Intézet) által szerkesztett angol–magyar és magyar–angol szótár, amely 2000-től kezdve több mint tíz kiadásban jelent meg. Újabb, bővített, átdolgozott változatait a Grimm Kiadó adta ki 2019-ben.
A magyar–angol kötet 2007-ben elnyerte az MTA Szótári Munkabizottságának Kiváló Magyar Szótár díját. Az angol–magyar kötet ugyanezt a díjat 2008-ban kapta meg.
A kötetek anyagának bővített, elektronikus változatát 2010-ben – a MorphoLogic cég MoBiMouse nevű (2013-tól pedig MorphoMouse nevű) rendszerében – is kiadták Angol egyetemes nagyszótár néven, havonta frissülő formában. Az elektronikus szótár főbb fejleményeit saját Facebook-oldalán, valamint a szótárak honlapján is lehet követni.

## Külső jellemzői
A 2019-es, legfrissebb kiadás fehér alapon kék és piros betűkkel tünteti fel a címet, mellette jobbra a Big Ben képe látható.
A korábbi kiadás címoldala kék alapon fehér betűs volt, piros csíkkal, alján a brit zászló szerepelt. Hátlapja a szótár jellemzőit, előnyeit mutatta be, és a szerzők fényképe volt látható rajta. A magyar–angol változat címlapja Varga György nevét említi először, az angol–magyar változat Lázár A. Péterét. Az első kiadásokban még kéziszótárként határozta meg magát. A gerincen A 2000-es évek szótára felirat is szerepelt; a későbbi kiadásokat Bővített, új kiadás felirat különböztette meg. Megjelent bőrkötéses változatban is, zöld alapon arany betűkkel; ennek címoldalán csak a szerzők neve, a cím és kiadó szerepelt.
Forgalomban volt a két szótárnak egy-egy szűkebb – kedvezőbb árú  – változata is. Két különböző irányú kötete csak együtt volt kapható; legelőször az Aquila Kiadó adta ki őket 2001-ben.
Néhány kiadás évszáma:
- Magyar–angol szótár: az Aquila Kiadónál (a SzóTér Könyvek sorozatban) 1. kiadás: 2000, 2. kiadás: 2001, 3. kiadás: 2002; 5. kiadás: 2003; 8. kiadás: 2006, 9. kiadás: 2007; Pro-Book, ill. Pro-Team kiadónál 1. kiadás: 2009, 2. kiadás: 2010; a Grimm Kiadónál: 2012, 2019 (utóbbi a Maxim Kiadóval).
- Angol–magyar szótár: az Aquila Kiadónál (a SzóTér Könyvek sorozatban) 1. kiadás: 2000, 2. kiadás: 2001, 3. kiadás: 2002, 4. és 5. kiadás: 2003; 8. kiadás: 2006, 9. kiadás: 2007; Pro-Book, ill. Pro-Team kiadónál 1. kiadás: 2009, 2. kiadás: 2010; a Grimm Kiadónál: 2012, 2019 (utóbbi a Maxim Kiadóval).

## Tartalmi jellemzői
A kéziszótárak szokásos méretét jóval meghaladó szókincset dolgoztak fel. A folyamatosan frissülő, elektronikus kiadás a 2013. júniusi adatok alapján az angol–magyar részben 78 999 címszót, a magyar–angol 77 622 címszót tartalmaz. Az angol–magyar elektronikus szótár 2018 decemberében lépte át a 90 ezret.
Az angol–magyar és a magyar–angol változat 2019-es (nyomtatott) kiadása egyaránt mintegy 89 000 címszót említ, szemben a kéziszótárak 35-60 ezres szóanyagával ennek megfelelően az oldalszám is meghaladja a másfél ezret.
Az új szavak, kifejezések minél teljesebb körű leképezésére törekedtek: ehhez számos modern, egynyelvű angol és kétnyelvű általános és szakszótár anyagát vették alapul, a jelentések megadásában az eddiginél pontosabb, találóbb megfelelőket igyekeztek megadni (a szótárnak e vonásait több helyen méltatták). Az újabb (2005-ös és az utáni) kiadásokat ezenkívül kibővítették az Európai Unió szókincsével, valamint az angol más nyelvváltozataival (például ausztrál angol), frissítették a szókészletét. A magyar felhasználót vették alapul, ezért a rövidítések mindig magyarul szerepelnek.
Minden téren a könnyű használhatóságot és áttekinthetőséget tűzték ki célul; ennek érdekében
- kerülték a szakmai rövidítések, speciális kódok, szimbólumok használatát, a jelentések többszintű hierarchiáját,
- az oldalak alján gyors útmutató szerepel a szótár használatáról, az angol nyelvi alakváltozatokról és a kiejtésről,
- a többszavas kifejezések (például állandósult szókapcsolatokat) külön címszó alá kerültek, a címszavakon belül pedig grafikusan is elkülönítették a kifejezéseket,
- minden szócikkben maximum tíz jelentést tüntettek fel, a továbbiakat csak kifejezések részeként említik,
- az azonos alakú, de különböző szófajhoz tartozó szavakat szürke háttérrel emelték ki, de ahol egyértelmű, ott nem adtak meg szófajt,
- az összetéveszthető párokra (ún. hamis barátokra) mindig felhívják a figyelmet a szócikkek végén,
- a rendhagyó igékre, a nem megszámlálható főnevekre, valamint a hátravetett jelzőkre külön rövidítéssel, a durva vagy az eredetitől más módon eltérő stílusú szavakra pedig külön jellel (stoptáblával) figyelmeztetnek (az utóbbiakra csak akkor, ha a magyar megfelelő nem adja vissza az eredeti stílushatást),
- a visszaható névmás behelyettesítendő mivoltára speciális jelek emlékeztetik az olvasót,
- jól olvasható betűtípust és betűméretet választottak.

A szótár közepén (a régebbi kiadásokban a végén) egy külön blokk található az alábbi listákkal:
- a legfontosabb rendhagyó igék (8 oldal),
- a gyakoribb angolszász női és férfi keresztnevek (10 oldal),
- a fontosabb amerikai–brit, ill. brit–amerikai megfelelések (7-7 oldal),
- az országnevek és a hozzájuk kapcsolódó népnevek (11 oldal; a régebbi kiadások csak ezt a listát közölték),
- a brit és amerikai katonai rendfokozatok (4 oldal),
- nagy számok brit és amerikai angol megfelelői (1 oldal),
- az ábécé betűinek rádiós azonosítására szolgáló egyezményes szavak (2 oldal),
- a számokból álló, ill. számokat is tartalmazó címszavak (2 oldal),
- valamint a fontosabb angolszász mértékegységek és azok átszámítása (5 oldal).

2008 májusában a Bombagyár nemzeti radikális internetes oldalon kifogásolták a fenti szótárat, amiért az „árpádsáv” szót a „Hungarian Fascist Arrow Cross / Insignia” kifejezéssel adták vissza.